# 池内了
池内 了（いけうち さとる、1944年12月14日 - ）は、日本の天文学者、宇宙物理学者。総合研究大学院大学名誉教授、名古屋大学名誉教授。理学博士（京都大学）（1975年）。兵庫県姫路市出身。
世界平和アピール七人委員会の委員でもある。「九条科学者の会」呼びかけ人も務めている。
講談社科学出版賞選考委員。Japan Skeptics運営委員。
宇宙の進化、銀河の形成などを研究。また、科学と現代社会の関わりについて広く考察し、科学技術の無秩序な発展に警鐘を鳴らす。『疑似科学入門』(2008年)などの著書がある。

## 略歴
- 1963年：兵庫県立姫路西高等学校卒業
- 1967年：京都大学理学部物理学科卒業
- 1972年
  - 京都大学大学院理学研究科物理学第二専攻博士課程単位取得満期退学（1975年1月修了）
  - 京都大学理学部助手
- 1975年: 京都大学理学博士「銀河の構造と進化：ガス,星の存在比に着目して」
- 1977年：北海道大学理学部助教授
- 1984年：東京大学東京天文台助教授
- 1988年：国立天文台理論天文学研究系教授
- 1992年：大阪大学理学部宇宙地球科学科教授
- 1995年：大阪大学大学院理学研究科宇宙地球科学専攻教授
- 1997年4月：名古屋大学大学院理学研究科教授
- 2005年
  - 4月：早稲田大学国際教養学部特任教授
  - 5月：名古屋大学名誉教授
- 2006年4月：総合研究大学院大学先導科学研究科教授・学長補佐
- 2007年4月：総合研究大学院大学理事・葉山高等研究センター センター長

## 受賞
- 1993年、『お父さんが話してくれた宇宙の歴史 全4冊』で産経児童出版文化賞JR賞、日本科学読物賞。
- 1997年、『科学の考え方・学び方』で講談社出版文化賞科学出版賞（現・講談社科学出版賞）。産経児童出版文化賞推薦作。
- 2008年、パピルス賞。
- 2019年、『科学者は、なぜ軍事研究に手を染めてはいけないか』で第73回毎日出版文化賞特別賞。

## 人物
- 大学時代の恩師に林忠四郎がいる。
- 藤沢周平と井上ひさしを愛読している。
- 軍学共同反対連絡会共同代表。

## 親族
- 兄は独文学者の池内紀。
- アラブ研究者の池内恵は甥。

## 著書

### 単著
- 『宇宙の大構造と銀河』（丸善 1988年）
- 『宇宙のかたちをさぐる』（岩波ジュニア新書 1988年）
- 『泡宇宙論』（海鳴社 1988年）（ハヤカワ文庫 1995年）
- 『宇宙進化の構図』（大月書店 科学全書 1989年）
- 『激変天体論・ダークマターを否定する』（学習研究社 最新科学論シリーズ16 1991年）
- 『現代の宇宙像・銀河・銀河星団はいかに造られたか』（培風館 1991年）
- 『宇宙からみた自然』（新日本出版社 1991年）
- 『お父さんが話してくれた宇宙の歴史』1～4（岩波書店 1992年）
- 『現代宇宙論を読む』（北海道大学図書刊行会 1992年）
- 『宇宙をあやつるダークマター』（岩波書店 科学ライブラリー 1993年）
- 『転回の時代に』（岩波書店 科学ライブラリー 1996年）
- 『科学の考え方・学び方』（岩波ジュニア新書 1996年）
- 『宇宙学者が「読む」』（田畑書店 1996年）
- 『宇宙は卵から生まれた』（大修館書店 1997年）
- 『観測的宇宙論』（東京大学出版会 1997年）
- 『宇宙論のすべて』（新書館 1998年）増補新版 2007年
- 『天文学者の虫眼鏡』（文春新書 1999年）
- 『私のエネルギー論』（文春新書 2000年）
- 『物理学と神』（集英社新書 2002年）、講談社学術文庫 2019年
- 『書き下ろし 科学最前線ノート41』（新書館 2003年）
- 『科学を読む愉しみ』（洋泉社新書y 2003年）
- 『考えてみれば不思議なこと』（晶文社 2004年）
- 『娘と話す科学ってなに』（現代企画室 2005年）
- 『寺田寅彦と現代―身大の科学をもとめて』（みすず書房 2005年）新版2020年
- 『ゆっくり、時間を長く―ソフトランディングの科学』（七つ森書館 2006年）
- 『転換期の科学を読む辞典』（みすず書房 2006年）
- 『禁断の科学』（晶文社 2006年）
- 『科学者心得帖―科学者の三つの責任とは』（みすず書房 2007年）
- 『12才の脳がみるみる吸いこむ―どんどん知りたい科学の「なぜ」40』（小学館 2007年）
- 『疑似科学入門』（岩波新書 2008年）
- 『自然を解剖する』（NTT出版 2008年）
- 『時間とは何か』（講談社 2008年）
- 『ノーベル賞で語る現代物理学』（新書館 2008年）
- 『科学の落とし穴―ウソではないがホントでもない―』（晶文社 2009年）
- 『娘と話す 宇宙ってなに?』（現代企画室 2009年）
- 『パラドックスの悪魔』（講談社 2010年）
- 『観測的宇宙論への招待 宇宙はいかに解明されてきたか』（日経BP社 2011年）
- 『物理学の原理と法則』（PHP・新書判 2011年）、講談社学術文庫 2021年
- 『科学と人間の不協和音』（角川oneテーマ21 2012年）
- 『生きのびるための科学』（晶文社 2012年）
- 『知識ゼロからの科学史入門』（幻冬舎 2012年）
- 『科学の限界』（ちくま新書 2012年）
- 『現代科学の歩きかた』（河出書房新社 2013年）
- 『宇宙論と神』（集英社新書、2014年）
- 『科学・技術と現代社会』上・下（みすず書房 2014年）
- 『宇宙入門 138億年を読む』（角川ソフィア文庫 2014年）
- 『科学のこれまで、科学のこれから』（岩波ブックレット 2014年）
- 『人間だけでは生きられない 科学者として東京オリンピックに反対します』（興山舎 2014年）
- 『核を乗り越える』（新日本出版社 2014年）
- 『科学は、どこまで進化しているか』（祥伝社新書 2015年）
- 『宇宙開発は平和のために 宇宙の軍事化に乗り出した日本』（かもがわ出版 2015年）
- 『「もしも？」の図鑑 大災害サバイバルマニュアル』（実業之日本社 2016年）
- 『科学者と戦争』（岩波新書 2016年）
- 『ねえ君、不思議だと思いませんか?』（而立書房 2016年）
- 『科学者と軍事研究』（岩波新書 2017年）
- 『科学者は、なぜ軍事研究に手を染めてはいけないか』（みすず書房、2019年）
- 『宇宙研究のつれづれに　「慣性」と「摩擦」のはざまで』（青土社、2021年）
- 『科学と社会へ望むこと』（而立書房、2021年）
- 『寺田寅彦と物理学　日本の伝記 知のパイオニア』（玉川大学出版部、2021年）児童向け
- 『清少納言がみていた宇宙と、わたしたちのみている宇宙は同じなのか？　新しい博物学への招待』（青土社、2021年）
- 『江戸の宇宙論』（集英社新書、2022年）
- 『姫路回想譚　ある戦後史の断面』（青土社、2022年）

### 共編著
- 『宇宙流体力学』坂下志郎共著（培風館 1996年）
- 『科学の10冊 これだけは読んでおきたい』編著（岩波ジュニア新書 2004年）
- 『シリーズ現代の天文学　宇宙論 2 宇宙の進化』二間瀬敏史,千葉柾司共編 日本評論社 2007
- 『シリーズ現代の天文学 人類の住む宇宙』岡村定矩,海部宣男,佐藤勝彦,永原裕子共編（日本評論社 2007年）
- 『寺田寅彦 いまを照らす科学者のことば Kawade道の手帖』責任編集（河出書房新社 2011年）
- 『「はじまり」を探る』編著（東京大学出版会 2014年）
- 『物理学者池内了×宗教学者島薗進 科学・技術の危機 再生のための対話』島薗進共編（合同出版 2015年）
- 『反東京オリンピック宣言』（航思社 2016年）
- 『武器輸出大国ニッポンでいいのか』（あけび書房 2016年）
- 『兵器と大学――なぜ軍事研究をしてはならないか』（岩波ブックレット 2016年）

### 訳書
- R.J.ティラー『星』中沢清共訳 共立出版社 1974年
- R.J.ティラー『元素の起源』中沢清共訳 共立出版社 1974年
- J.L.ローゼンタール『ビッグバン・ビッグバウンス』（シュプリンガー・フェアラーク東京 1991年）
- M.ロワン=ロビンソン『宇宙のさざなみ 最新宇宙論の舞台裏』（シュプリンガー・フェアラーク東京 1995年）
- 米国科学アカデミー編『科学者をめざす君たちへ 科学者の責任ある行動とは』（化学同人 1996年）
- アルベール・ジャッカール編『科学の言葉』紀伊国屋書店 1996 コレクション<知慧の手帖>
- ヒトラーと物理学者たち――科学が国家に仕えるとき（岩波書店 2016年）

### 出演
- フランケンシュタインの誘惑 科学史 闇の事件簿（2015 - 2018年、NHK BSプレミアム）- この番組が書籍化された『闇に魅入られた科学者たち 人体実験は何を生んだのか』(NHK出版)にも、書き下ろしの論考を寄せている。